# 麴斌造寺碑
麴斌造寺碑是麴氏高昌时期的汉文碑铭，全称为《宁朔将军麴斌造寺碑》，现已遗失。

## 历史
麴斌造寺碑出土于公元1911年的吐鲁番地区三堡。一位农民在犁地的时候发现了它，由于石碑沉重难以运输，导致其断成两截并损失一些文字。运往迪化市（现乌鲁木齐）后，先放置在荷花池处后移往将军府，这期间有损失一些文字。建立碑亭时，石碑两侧的文字被镶嵌入墙壁中，又失去两行字。考古学家黄文弼曾于1928年见到过此碑并重新拓之拓本，1944年黄文弼再次来到新疆时，此碑已下落不明。

## 简介
麴斌造寺碑碑长2尺9寸（约0.967米），宽2尺3寸（约0.767米）。碑分阴阳两面，碑阳记述鞠斌，字斌芝也就是建碑者的父亲生前建造佛寺的 “ 功德 ” 。碑阴则记载着鞠斌施产造寺时所订契约，契约立于麹宝茂建昌元年。碑始建于麴乾固延昌十五年，建碑者为鞠亮。两面碑文是涉及到政治、军事、文化等方面的史料，后人在麹氏高昌与游牧民族关系、高昌土地问题、高昌国僧尼的社会角色等方面的研究都以此为证据。黄文弼依据此碑文作《高昌麴氏纪年》与《高昌官制表》。